# Нойбург (Мекленбург)
Нойбург (нем. Neuburg) — община в Германии, в земле Мекленбург-Передняя Померания.
Входит в состав района Северо-Западный Мекленбург. Подчиняется управлению Нойбург. Население составляет 2034 человека (на 31 декабря 2010 года). Занимает площадь 43,89 км².

## Районы Нойбурга
- Хагебёк (Hagebök)
- Илов (Ilow)
- Картлов (Kartlow)
- Лишов (Lischow)
- Мадсов (Madsow)
- Нантров (Nantrow)
- Нойендорф (Neuendorf)
- Новый Фарпен (Neu Farpen)
- Новый Нантров (Neu Nantrow)
- Штейнхаузен (Steinhausen)
- Татов (Tatow)
- Тиллиберг (Tillyberg)
- Фогельзанг (Vogelsang)
- Зарнеков (Zarnekow)